# Ron-Thorben Hoffmann
Ron-Thorben Hoffmann (Rostock, 4 april 1999) is een Duits voetballer die doorgaans als doelman speelt. Hij stroomde in 2017 door uit de jeugdopleiding van Bayern München.

## Clubcarrière
Janjicic speelde in de jeugd van Hansa Rostock, Hertha BSC en RB Leipzig. Hij debuteerde op 10 augustus 2018 in het betaald voetbal, in het tweede elftal van Bayern München.

## Interlandcarrière
Hoffmann maakte deel uit van het Duitse nationale elftal onder 18 jaar.

## Erelijst
Bayern München
- Bundesliga: 2018/19, 2020/21
- UEFA Champions League: 2019/20
- FIFA Club World Cup: 2020

1 Hoffmann ·
2 Sánchez ·
4 Noode ·
5 Murkin ·
6 Schallenberg ·
7 Seguin ·
8 Younes ·
9 Sylla ·
11 Lasme ·
14 Bachmann ·
15 Højlund ·
16 Zalazar ·
17 Gantenbein ·
18 Antwi-Adjei ·
19 Karaman  ·
21 Wasinski ·
22 Cissé ·
23 Aydın ·
24 Hamache ·
26 Kalas ·
27 Tempelmann ·
28 Heekeren ·
29 Mohr ·
30 Donkor ·
31 Bulut ·
34 Langer ·
35 Kamiński ·
37 Grüger ·
Coach: Van Wonderen
· Assistent-coach: Balette
· Assistent-coach: Molenaar
· Assistent-coach: Sam